# Hoplia fissipes
Hoplia fissipes är en skalbaggsart som beskrevs av Moser 1912. Hoplia fissipes ingår i släktet Hoplia och familjen Melolonthidae. Inga underarter finns listade i Catalogue of Life.